# Масакр у Пискавици и Ивањској фебруара 1942.
Масакр у Пискавици и Ивањској је масовно погубљење српског цивилног становништва које су починиле усташе 5. и 12. фебруара 1942. у околини Бање Луке, тачније у селима Пискавица и Ивањска (данас Поткозарје). Ова села су се тада налазила у саставу Независне Државе Хрватске.
За разлику од покоља у Дракулићу, Шарговцу и Мотикама, усташе нису Србе у Пискавици и Ивањској клале камама ни убијале сјекирама, крамповима и другим тврдим предметима, већ су их убијале ватреним оружјем. Повод за овај злочин је био рушење жељезничке пруге између станица Козарац – Омарска – Пауљи – Пискавица – Шушњари, које су у ноћи 3. и 4. фебруара 1942. године извршили партизани.
Према списку из књиге Драгоја Лукића, „Рат и дјеца Козаре“, у Пискавици је убијено 50 дјеце, а у Ивањској 27.
Према списку побијених људи из ова два села у Другом свјетском рату, из књиге Лазара Лукајића, „Фратри и усташе кољу“, број жртава у ова два села износи 520.
У селу Пискавици срез Бања Лука усташе су на дан Св. три Јерарха 1942. године побили 126 лица. Долазећи од Бање Луке возом, усташе су напустиле воз код железничке станице Ивањска, распоредиле се и пошле у село, убијајући свакога на кога су наишли на путу или кућама.